# Edward P. Jones
Edward P. Jones (ur. 5 października 1951) – amerykański pisarz. Jego znana powieść to The Known World (2003, Znany świat, wyróżniona nagroda Pulitzera w 2004) z akcją przed wojną secesyjną w Wirginii. Głównym tematem książki jest niewolnictwo, między innymi posiadanie czarnych niewolników przez wolnych Murzynów.
Wydał także dwa zbiory opowiadań o afroamerykańskiej klasie robotniczej w Waszyngtonie XX wieku.